# Манастир Илиње (Очаге)
Манастир Илиње је мушки манастир Српске православне цркве посвећен Светом пророку Илији. Манастир се налази у Србији, у Мачви у селу Очаге, удаљен је око 12 километара југозападно од Богатића, а од Шапца око 30 километара западно.

## Настанак манастира
Манастир Илиње је један од најмлађих манастира у Епархији шабачкој. Ктитори манастира су брачни пар Илија и Станија Лацковић, који нису имали потомства. Поклонили су своје имање Епархији шабачкој, замонашили се и добили монашка имена Илија и Ана. Затим, на њиховом имању 1983. године основан је Манастир Илиње. Главна манастирска црква је посвећена Светом пророку Илији, који је грађен од 1988. до 1990. године. Поред манастирске цркве, у оквиру манастирског комплекса изграђени су и конаци, јер се због великог броја посета јавила потреба за њима. Манастир је познат по светој тајни Јелоосвећења, која се обавља сваке друге суботе, као и по лечењу зависника од дроге, алкохола и они који пате од депресије.